# Holomelina nigricans
Holomelina nigricans là một loài bướm đêm thuộc phân họ Arctiinae, họ Erebidae.